# 棉猴
棉猴（“猴”即“襖”字的音变，与猴子无关），中国北方的一种传统童装，特点是棉帽兜与短棉大衣连为一体，前下摆有两个贴兜或者扣兜。常为家庭自制。现在已经被各种机制的儿童冬装外衣取代而消失。